# Adrian Madej
Adrian Madej (ur. 27 października 1977, zm. 19 kwietnia 2024) – polski rysownik komiksów, ilustrator, storyboardzista.

## Życiorys
W Pabianicach uczęszczał do Szkoły Podstawowej nr 14. Był absolwentem liceum plastycznego i Akademii Sztuk Pięknych w Łodzi, a także członkiem „Grupy 8” w czasach licealnych, skupiającej łódzkich twórców. Debiutował w magazynie „Nowy Talizman”. Dwukrotnie zdobył Grand Prix Międzynarodowego Festiwalu Komiksu i Gier w Łodzi: pierwszy raz w 1997 za komiks Krótkie zdarzenie w gwiazdozbiorze, drugi raz w 2006 za komiks Demokracja (wraz z Robertem Olesińskim i Pawłem Marszałkiem). Był także „opowiadaczem” i twórcą grafiki komputerowej. Rysował projekty potworów do pierwszej edycji gry „Wiedźmin”. Stworzył komiksy Leszczu oraz Misja. Publikował m.in. w „Czasie Komiksu”, „Arenie Komiks”, „Talizmanie”, „Nowej Fantastyce”. Pochowany na Cmentarzu Komunalnym w Pabianicach.

## Życie prywatne
Adrian Madej był synem malarki Urszuli Dubiel-Madej i grafika Bogdana Madeja.